# الراين الأسفل (إقليم فرنسي)

موقع اقليم الرين السفلى

رين الأسفل (بالفرنسية:Bas-Rhin) هو إقليم فرنسي، يقع في شمال شرق فرنسا، ويعد الإقليم من أكثر الأقاليم سكانا وذا كثافة سكانية عالية إذ يبلغ عدد سكانه 1 125 000نسمة في عام 2017.

## تاريخ الإقليم
إقليم الرين السفلى هو واحد من الأقاليم الـ 83 التي تم إنشاؤها في فرنسا، خلال الثورة الفرنسية 4 مارس 1790.
وقد تم ضم إقليم الرين السفلى مرتين إلى جمهورية ألمانيا :
- في الفترة من 1871 (بعد هزيمة فرنسا في الحرب الفرنسية البروسية) حتى نهاية الحرب العالمية الأولى في عام 1918.
- ومرة أخرى لفترة وجيزة أثناء الحرب العالمية الثانية (1940 - 1945).

## جغرافية الإقليم
كان الإقليم دائما ذا أهمية تاريخية واقتصادية، إلى الشمال من الراين السفلى تقع غابة بفالتس في الأراضي الألمانية، وأرض بادن فورتمبيرغ تقع إلى الشرق من الإقليم، وتقع إلى الجنوب إقليم رين العلوي (بالفرنسية:Haut-Rhin)، مدينة كولمار، الألزاس الجنوبية، وإلى الغرب إقليم موزيل في لورين.

## معرض الصور

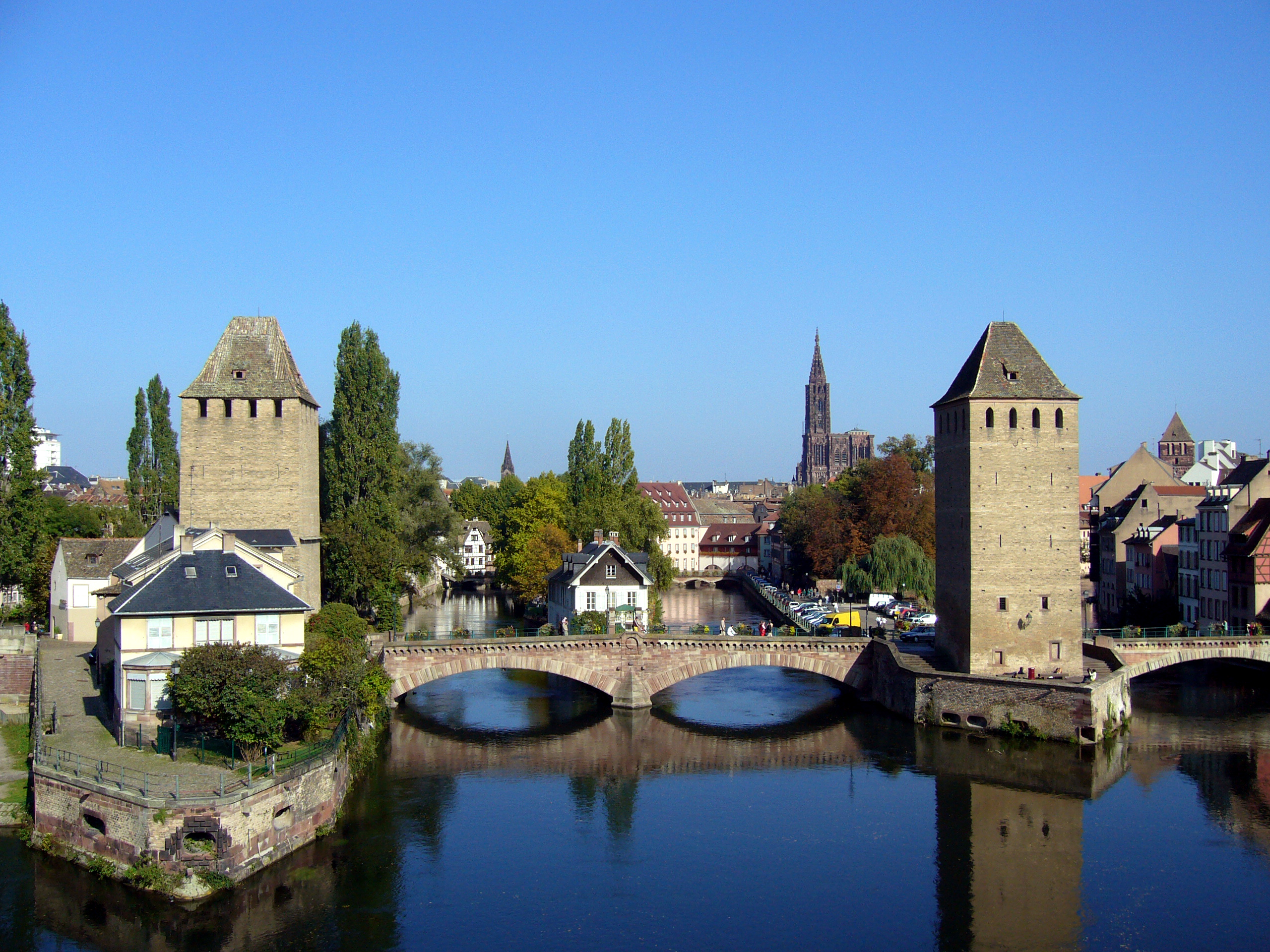
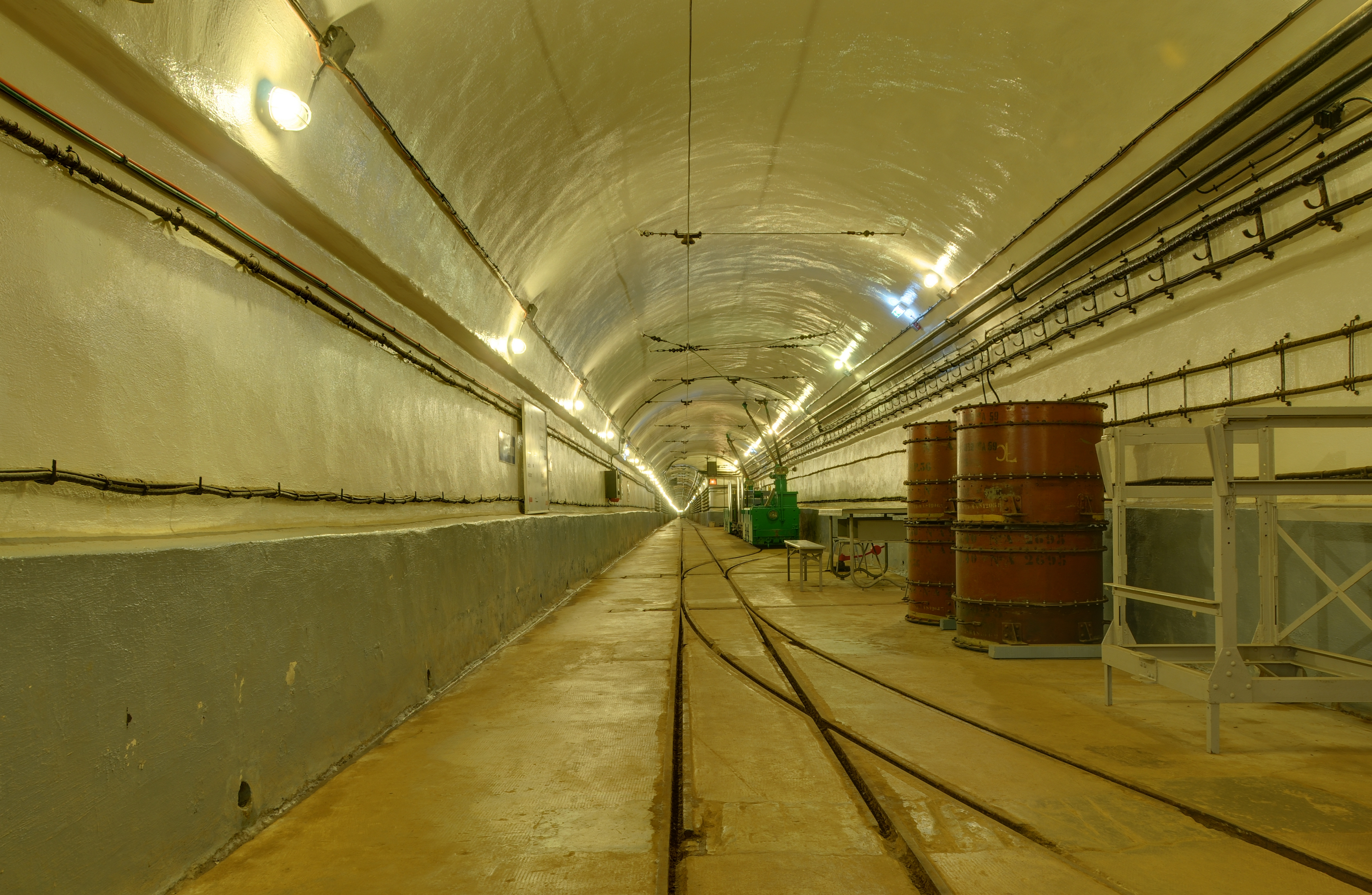
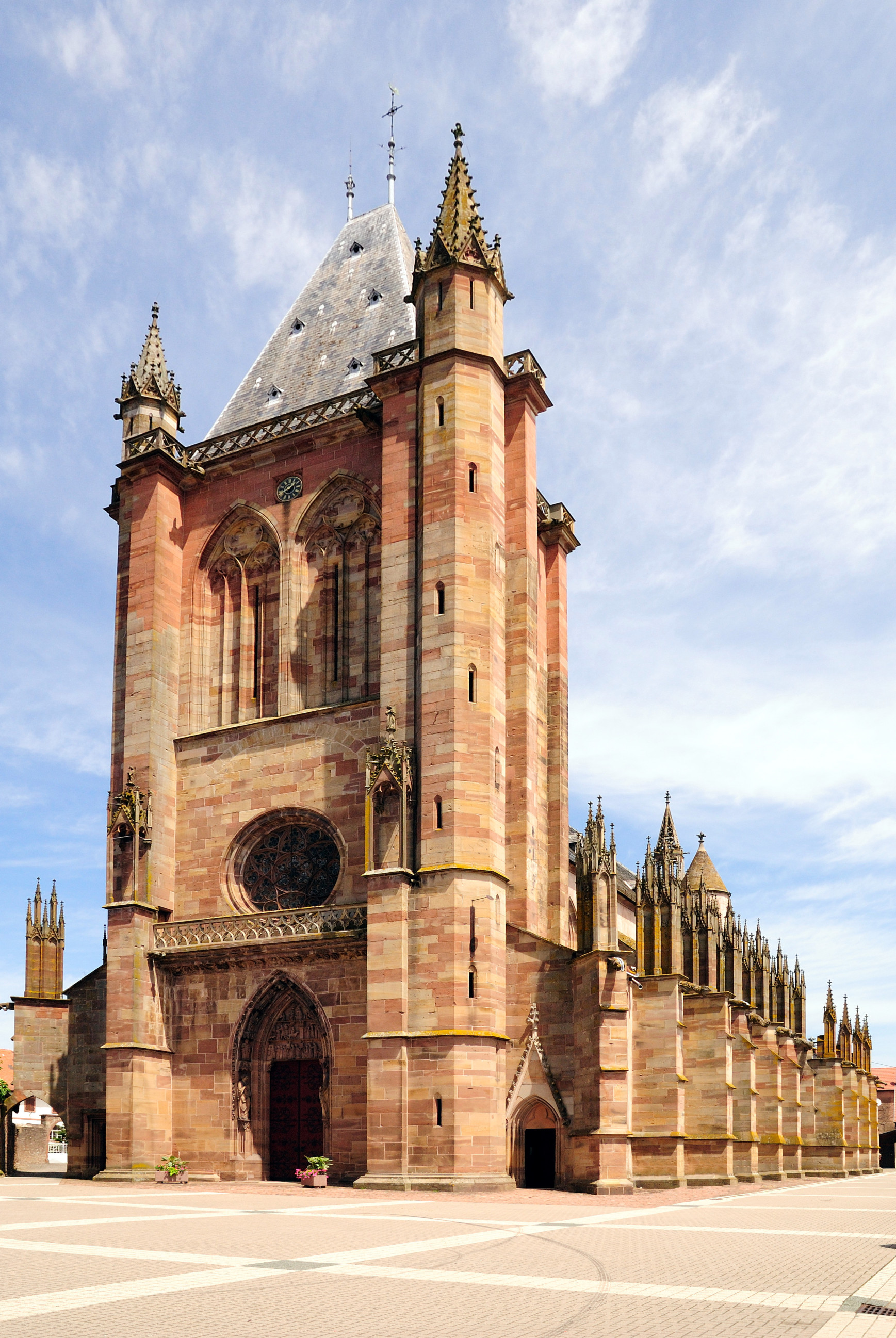
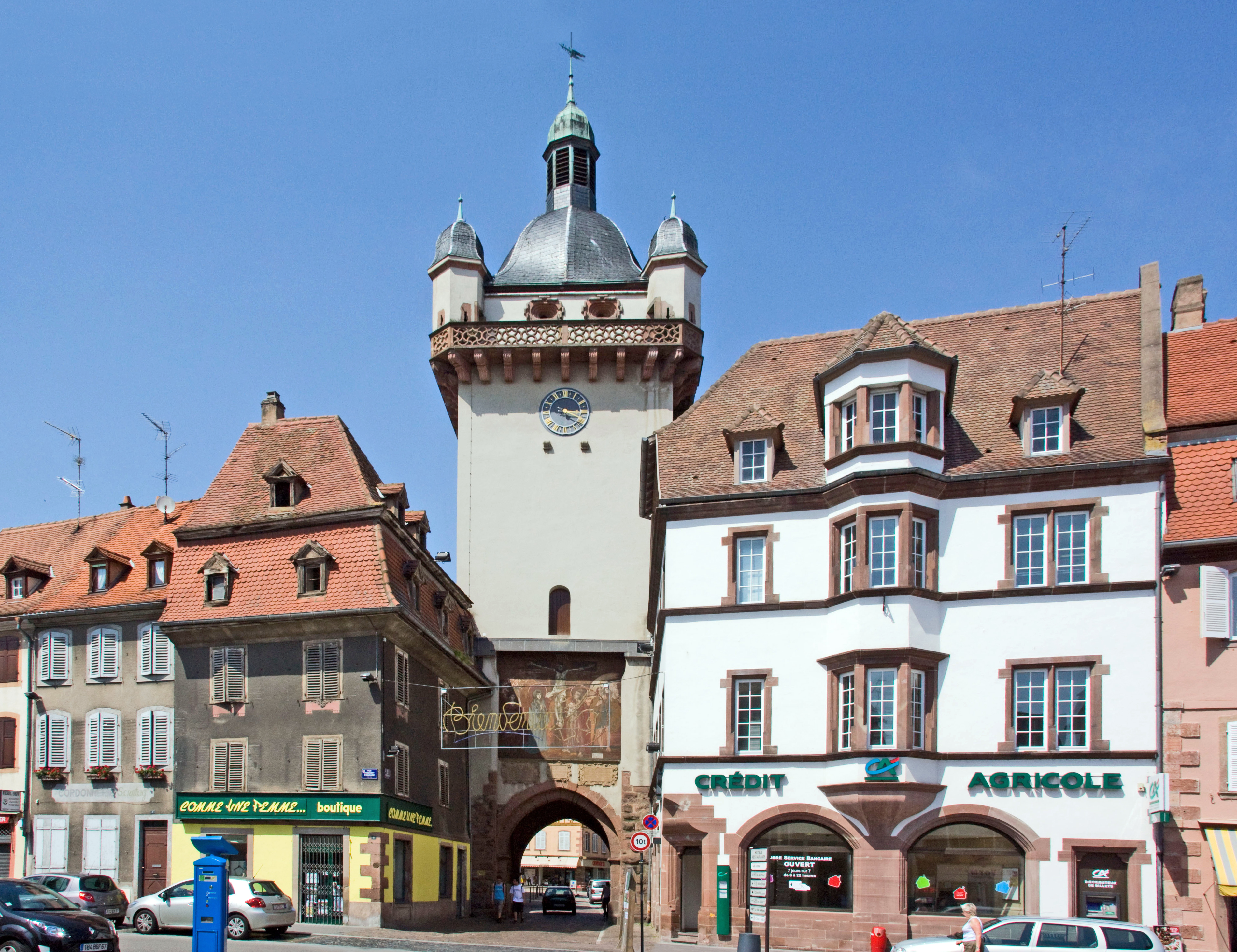

## أعلام
- لويس جونغ
- أندريه زيمرمان
- إدغار كلارك
- كليبر